# Prisma di Pellin-Broca

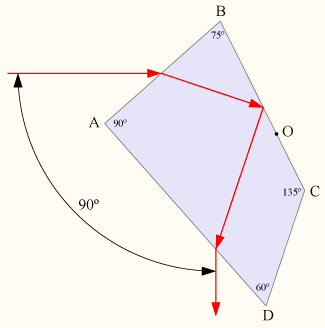
Un prisma di Pellin–Broca

Un prisma di Pellin–Broca è un tipo di prisma dispersivo a deviazione costante simile a un prisma di Abbe.
Il prisma deve il nome ai suoi inventori, il costruttore francese dello strumento Philibert Pellin e il professore di ottica fisiologica André Broca.
Il prisma è costituito da un blocco di quattro lati di vetro a forma di prisma come si vede a fianco con angoli di 90°, 75°, 135° e 60° sulle superfici frontali. La luce entra nel prisma attraverso la faccia AB, subisce una riflessione interna totale sulla faccia BC ed esce attraverso la faccia AD. La rifrazione della luce come entra ed esce dal prisma è tale che una particolare lunghezza d'onda della luce viene deviata con un angolo esatto di 90°. Dato che il prisma è ruotato attorno ad un punto O, un terzo della distanza della faccia BC, la lunghezza d'onda selezionata che viene deviata a 90° viene mutata senza cambiare la geometria o le posizioni relative dei raggi in entrata e in uscita. 
Il prisma è comunemente utilizzato per separare una singola lunghezza d'onda prestabilita da un raggio di luce contenente lunghezze d'onde multiple, come una linea di uscita particolare di un laser multilinea a causa della sua capacità di separare i raggi anche dopo che hanno subito una conversione di frequenza non lineare. Per questo motivo, sono anche comunemente utilizzati nella spettroscopia atomica ottica, oltre che per separare le armoniche ottiche generate dall'intensa luce laser in un mezzo non lineare.

## Fonti
- (EN)  Pellin, Ph. and Broca, André (1899), "A Spectroscope of Fixed Deviation". Astrophysical Journal 10 337.
- (EN)  Svanberg, S (2004), Atomic and Molecular Spectroscopy